# 19981 Bialystock
19981 Bialystock è un asteroide della fascia principale. Scoperto nel 1989, presenta un'orbita caratterizzata da un semiasse maggiore pari a 3,1866059 au e da un'eccentricità di 0,2056990, inclinata di 14,63871° rispetto all'eclittica.
L'asteroide è dedicato alla città polacca di Białystok.